# Club Gualberto Villarroel
Gualberto Villarroel Club Deportivo San José (más conocido como Gualberto Villarroel o GV San José) es un club de fútbol boliviano del departamento de Oruro. Fue fundado el 16 de julio de 1968, el nombre es un homenaje al trigésimo noveno presidente de Bolivia Gualberto Villarroel. Desde 2024 juega en la Primera División de Bolivia por primera vez en su historia. Sus colores fundacionales fueron el verde y el blanco.

## Historia

### Fundación
El Club Gualberto Villarroel fue fundado el 16 de julio de 1968, el nombre es un homenaje al 39° Presidente de Bolivia, Gualberto Villarroel.

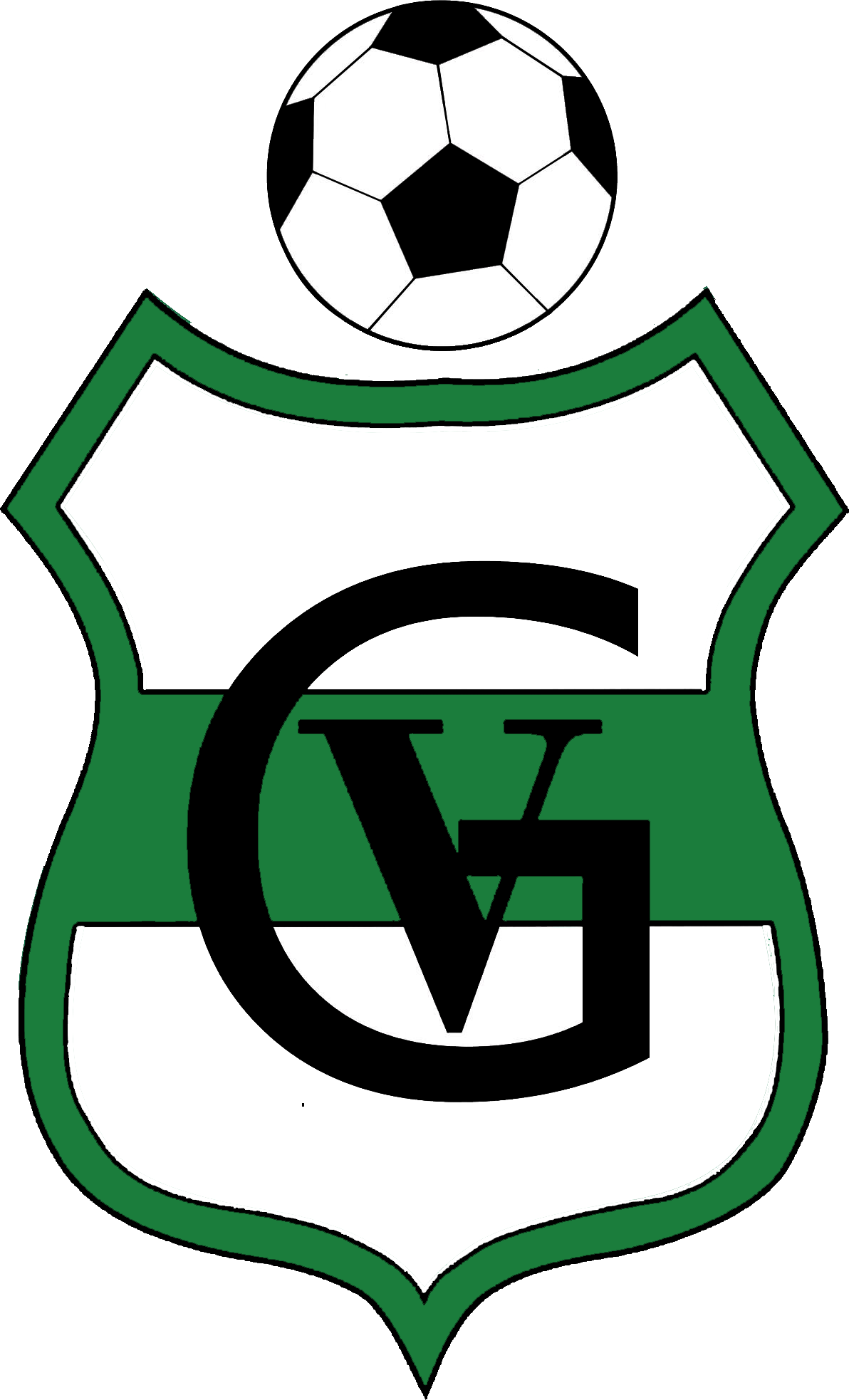
Escudo fundacional del club.

Habían pasado varios años desde la fundación del club y en 2015 logra ascender a la primera "A" de la Asociación de Fútbol Oruro, por primera vez en su historia.

### Cambio de imagen deGualberto VillarroelaGV San José
A inicios de 2022, el club fue vendido a José Sánchez Aguilar, expresidente del Club San José, para iniciar un proyecto futbolístico con la finalidad de devolverle al departamento de Oruro una plaza en la Primera División, luego del descenso de su único y permanente representativo, el San José.
En 22 de febrero, se decidió cambiar el nombre del club, pasando a denominarse legalmente en adelante «Club Deportivo Gualberto Villarroel San José». Desde entonces se adoptarían los colores, y los propios emblemas del Club San José, inclusive utilizando el lema del club —San José de Oruro— y sus iniciales, CDSJ. Este cambio generó diversas opiniones a nivel nacional, por un lado, sectores que acusan de plagio, bajo el argumento de que fue sin el correspondiente permiso del club, que tiene registrada su marca; sin embargo, el club San José no realizó ninguna demanda. Por otro lado, existe otro sector que tomó la postura de apoyar al Gualberto Villarroel, por su similitud con el club San José y el hecho de contar con un representativo orureño en la división profesional.
También, varios periodistas deportivos nacionales asumieron una postura crítica o en contra de los cambios del Club Gualberto Villarroel. Uno de los más importantes es Óscar Galdo, referente del periodismo deportivo boliviano, quien en su programa Ovación dijo lo siguiente:

Siempre dije Gualberto Villarroel es Gualberto Villarroel y algún ignorante dijo "no es el equipo grande", por marketing simplemente... desde mi punto de vista San José, el histórico, el campeón del 55, cubriendo deudas tiene que volver como corresponde... y como debe ser San José va a volver como vuelve un grande un histórico como lo es San José, no por esto de disfrazar de caperucita a un lobo no, que siendo Gualberto Villarroel no quiere decir que sea San José, no es San José Gualberto Villarroel.

#### Cronología
- La directiva del Club Deportivo San José anunció el 25 de enero de 2022 que no adquirió, ni se fusionó con ningún club. Asimismo, se aclaró que el club no podá participar en la asociación local, debido a sanciones.[4]
- El 30 de enero, el entonces presidente del tribunal de honor de San José, Ernesto Aranibar informó: “Si estamos hablando del proyecto del GV que han lanzado el grupo de inversionistas y dirigentes y socios de Oruro, nada tiene que ver con el San José legendario. San José sigue vigente. San José se está preparando para presentar su equipo en la primera B este año en la Asociación de Fútbol de Oruro".[5]
- Gualberto Villarroel obtuvo una nueva personería jurídica a inicios de febrero de 2022.[6]
- El 22 de febrero Paulo César Rodríguez Folster asumió la presidencia del Gualberto Villarroel, por un período de 10 años. También, se anuncia que se modificaba la denominación del club, pasando a llamarse legalmente en adelante «Club Deportivo GV San José». [7] Además se anuncia que el Complejo Húngaros del 55, propiedad del Club Deportivo San José, se adquirió en calidad de alquiler, por el mismo lapso de tiempo.[8][9]
- El 27 de febrero no se presentó a disputar su primer partido por el torneo doméstico ante Sur-Car, siendo sancionado por la AFO con la Ley del Walk Over.[10]

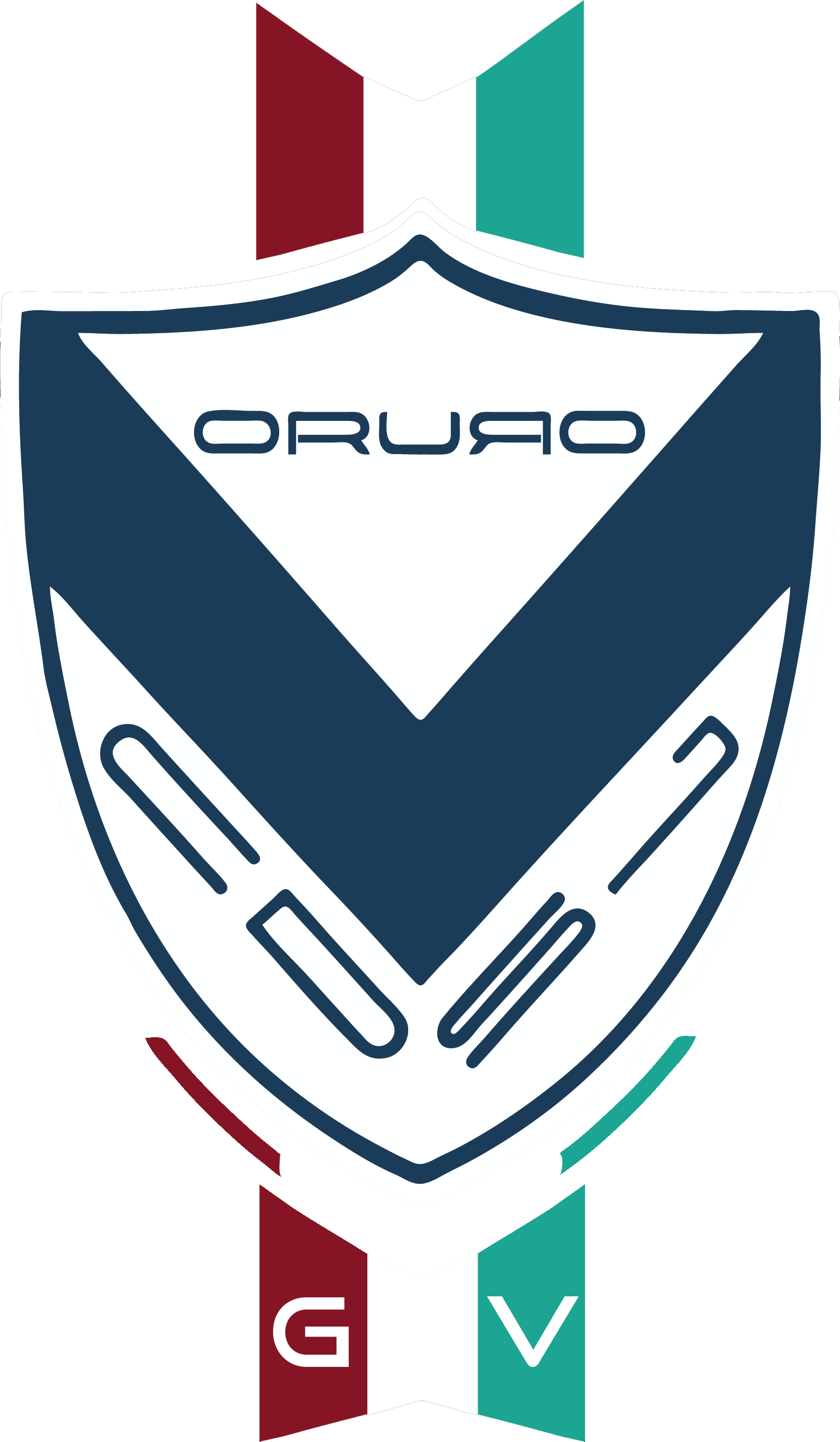
Escudo adoptado a partir de 2022.

- Gualberto Villarroel San José presenta, el 18 de marzo de 2022, en un rueda de prensa su nueva indumentaria aclarando que: La V azul significa vanguardia y valor.... el rojo significa el pabellón orureño, el verde y el blanco en homenaje a nuestro club madre Gualberto Villarroel. Su "nueva imagen" posee una enorme similitud con los símbolos del Club San José, a tal punto que se puede apreciar sus iniciales en el escudo, CDSJ, además de utilizar su lema, con la única modificación de que se agregaron las letras GV al principio.[11]
- El 8 de abril de 2022 GV San José hacía su debut, en su segundo partido, en el torneo de la asociación, con el cambio de imagen. Algunos seguidores del original Club San José hicieron un acto de protesta en el segundo tiempo del partido, acusando a los dirigentes de GV San José de "un manoseo interesado que se realiza, negociando los bienes y la imagen del club".[12][13]

## Uniforme
El verde y el blanco han sido los colores predominantes en el uniforme del Club Gualberto Villarroel, no obstante, a partir del año 2022, junto con el cambio de imagen del proyecto GV San José, la equipación local usa los colores blanco y azul, con una V azul en la zona del pecho de la camiseta y como equipación alterna se ve la presencia de los colores azul o verde como base con una V blanca o, en la zona del pecho.

## Estadio

Vista aérea del estadio Jesús Bermúdez

Disputa sus partidos de local en el estadio departamental Jesús Bermúdez, ubicado en la zona norte de la ciudad de Oruro, a una altitud de 3727 metros sobre el nivel del mar, convirtiéndolo en uno de los estadios más altos del mundo, y el tercero más grande de Bolivia. Tiene un aforo para más de 32 000 espectadores. Lleva ese nombre el honor al jugador Jesús Bermúdez.

### Instalaciones
Su cancha de entrenamiento se encuentra es el Complejo Húngaros del 55 en Vinto, y dado en alquiler por el Club San José.

## Datos del club

### Denominaciones
A continuación se listan las distintas denominaciones de las que ha dispuesto el club a lo largo de su historia:
- Club Gualberto Villarroel (1968-2021).
- Gualberto Villarroel Club Deportivo San José (2022-).

### Estadísticas
- Fundación: 16 de julio de 1968.
- Temporadas en Primera División: 1 (2024).
- Participaciones en Copa Simón Bolívar: 1 (2023).
- Participaciones en Copa Bolivia: 1 (2022)
- Mayor goleada a favor:
  - En Primera División: 6 - 0 ante Blooming (17 de diciembre de 2024).
- Mayor goleada recibida:
  - En Primera División: 1 - 5 ante Blooming (4 de mayo de 2025).
- Debut en Primera División: 17 de febrero de 2024, Bolívar 3 - 1 Gualberto Villarroel San José.
- Participaciones internacionales:
  - Copa Sudamericana: 1 (2025)

## Plantilla

### Plantilla 2025
- Los equipos bolivianos están limitados por la FBF a tener en su plantilla de primera división un máximo de seis futbolistas extranjeros.
- Por disposición de la FBF, se debe considerar la participación obligatoria de un futbolista de la categoría sub-20 y otro de la categoría sub-23 por partido.

### Altas y bajas 2025
| Altas                  |               |                   |       |      |
| Futbolista             | Posición      | Procedencia       | Tipo  | Ref. |
| Segundo Semestre       |               |                   |       |      |
| Daniel Aponte          | Defensa       | Blooming          | Libre |      |
| Felipe Alarcón         | Defensa       | Bischofshofen     | Libre |      |
| Jhojan Vargas          | Delantero     | Jorge Wilstermann | Libre |      |
| Kevin Ceceri           | Defensa       | Agente libre      | Libre |      |
| Thomas Monterubianessi | Delantero     | Agente libre      | Libre |      |
| Federico Andrada       | Delantero     | Carlos Mannucci   | Libre |      |
| Miguel Escobar         | Mediocampista | Ingenieros        | Libre |      |

| Bajas             |               |                    |                 |      |
| Futbolista        | Posición      | Destino            | Tipo            | Ref. |
| Segundo Semestre  |               |                    |                 |      |
| Joel López        | Mediocampista | BG Pathum United   | Fin de contrato |      |
| Ezequiel Michelli | Defensa       | ASD Buccino Volcei | Fin de contrato |      |
| Raúl Becerra      | Delantero     | Unión San Felipe   | Fin de contrato |      |
| Ronald Bustos     | Defensa       | The Strongest      | Fin de préstamo |      |

### Jugadores extranjeros
| Nacionalidad | Jugadores | Jugadores |
| ------------ | --------- | --- |
| Argentina    | 10        | Carlos Franco, Javier Sanguinetti, Augusto Seimandi, Rubén Tarasco, Brian Sobrero, Gastón Comas, Raúl Becerra, Joel López, Ezequiel Michelli, Bruno Vides |
| Brasil       | 3         | Wallace Gomes, Yuri Martins, Matheus Cambuci |
| Puerto Rico  | 1         | Jeymer Díaz |
| Uruguay      | 1         | Fernando Arismendi |

### Botines de Oro

#### Copa Simón Bolívar
| # | Nombre          | Campeonato | Goles |
| - | --------------- | ---------- | ----- |
| 1 | Roler Ferrufino | 2023       | 19    |

#### Primera "B" (AFO)
| # | Nombre             | Campeonato | Goles |
| - | ------------------ | ---------- | ----- |
| 1 | Juan Carlos Lovera | 2015       | 25    |

## Entrenadores

### Cronología
- Nemesio Terrazas (2009-2015)
- Gerardo Parrado (2016)
- Valentín Zanca (2016)
- Manuel Luizaga (2016-17)
- Valentín Zanca (2017)
- Rubén Martínez (2017)
- Edgar Mamani (2018)
- Alex Terrazas (2019)
- João Paulo Barros (2022)[14]
- Dionisio Gutiérrez (2023)
- Eduardo Villegas (2023-24)
- Richard Rojas (2024)
- Rolando Carlen (2024)
- Julio Cesar Baldivieso (2024)
- Dalcio Giovagnoli (2025-presente)

## Palmarés

### Torneos nacionales
| Competición nacional   | Títulos | Subcampeonatos |
| ---------------------- | ------- | -------------- |
| Copa Simón Bolívar (1) | 2023.   |                |

### Torneos regionales
| Competición regional  | Títulos | Subcampeonatos |
| --------------------- | ------- | -------------- |
| Primera "B" (AFO) (1) | 2015.   |                |